# كوليرا الطور

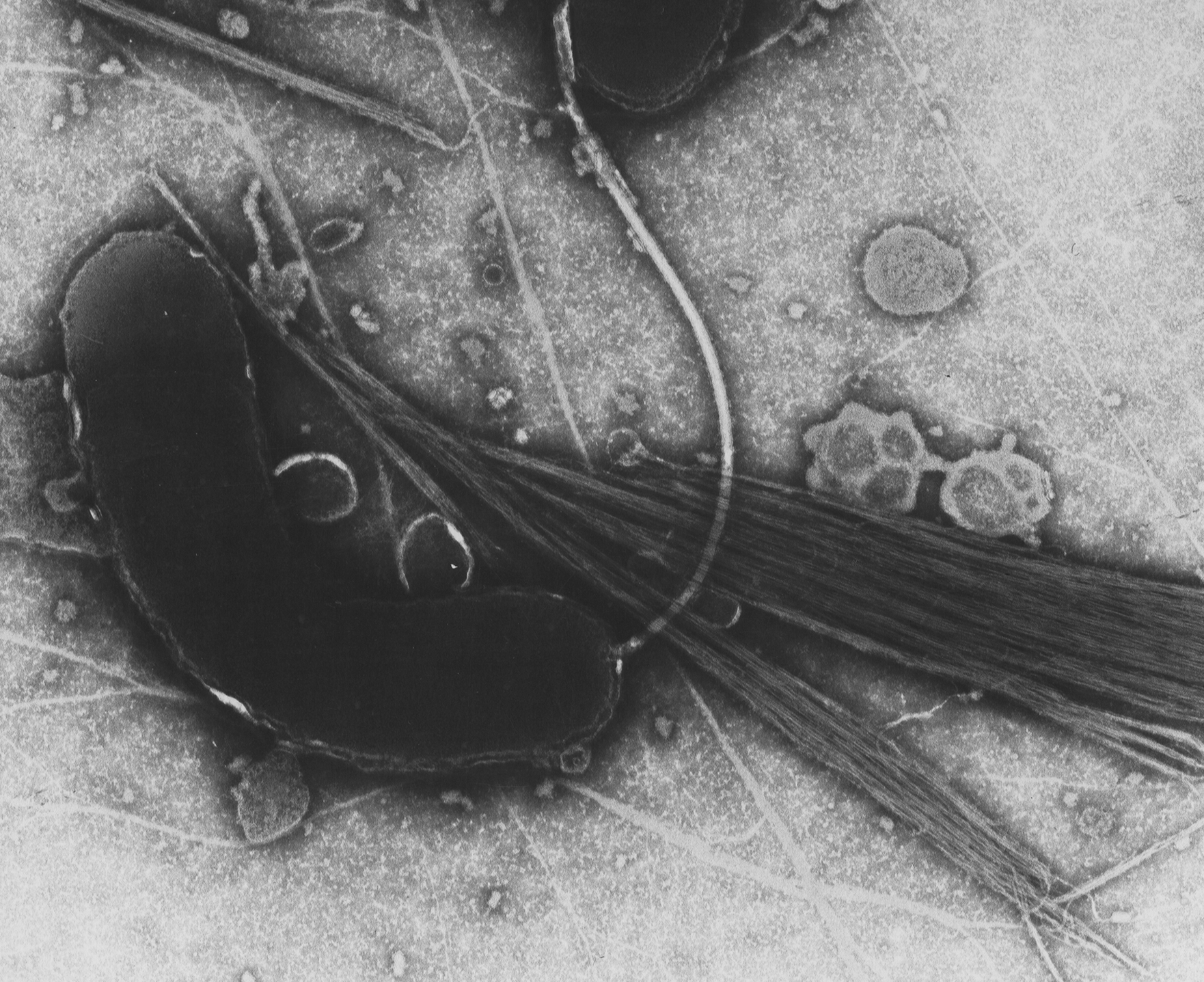

تور هو الاسم الذي يطلق على سلالة معينة من بكتيريا ضمة الكوليرا ، العامل المسبب للكوليرا. المعروف أيضا باسم كوليرا الطور، فقد كان السلالة المهيمنة في الوباء العالمى السابع. وهو يتميز عن سلالة الكلاسيكية على المستوى الجيني، على الرغم من أن كلاهما في النمط المصلى O1 و كلاهما يحتوي على الأنماط المصلية (اينابا و أوجاوا و هيكيجيما). ويتميز أيضا عن الأنواع الكلاسيكية أنه يسبب انحلال الدم

## التاريخ
تم التعرف عليها  أولا في عام 1905 في مخيم الحجر الصحي في شبه جزيرة سيناء في الطور، مصر من قبل الطبيب الألماني، (جوتشليش). تم العثور على الضمات في أمعاء  ستة الحجاج العائدين من مكة المكرمة. على الرغم من أن الحجاج لم تظهر عليهم أعراض وباء الكوليرا سواء قبل الوفاة أو بعدها. وكانت تلك الضمة المعزولة من أمعاء الحجاج قد أظهرت تراص داخل المصل المضاد الكوليرا. في وقت لاحق في عام 1905، وجدت (كراوس وبريبرام) أن البكتيريا التي تنتج انزيمات محللة للدم، كانت أكثر ارتباطا لضمات غير الكوليرا. وبالتالي جميع الضمات التي تسبب تحللا في الدم يشار إليها أنها (ضمة الطور). في وقت مبكرمن ثلاثينات القرن العشرين أشار الباحثون (شوشة و جاردنر و فينكاترامان ). إلى أن الضمات الوحيدة التي تسبب انحلال الدم والتي التصقت مع المصل المضاد للكوليرا يجب أن يشير إلى أنها ضمة الطور. في عام 1959، حدد العالم (ر.بوليتزر) أن ضمة الطور نوع مختلف عن ضمة الكوليرا، ولكن بعد ست سنوات، في عام 1965، اكتشف ( ر هيو) أن ضمة الكوليرا وضمة الكوليرا كانت مشابهة في 30 من المميزات الإيجابية و 20 من المميزات السلبية.
وهكذا، كانت تصنف على أنها نوع واحد وهو ضمة الكوليرا: ومع ذلك، (هيو) يعتقد أن الميزات المختلفة بين ضمة الكوليرا وضمة الطور يمكن أن تكون ذات أهمية وبائية،
لذلك صنفت ضمة الطور بعد ذلك إلى (ضمة الكوليرا؛ الطور) نمط مصلى 01.
الطور تم تحديدها مرة أخرى في تفشي هذا المرض في عام 1937 ولكن الوباء لم ينشأ حتى عام 1961 في سولاويزي حيث انتشرت ضمة الطور عبر آسيا (بنغلاديش في عام 1963 ، الهند في عام 1964) ثم إلى الشرق الأوسط وأفريقيا وأوروبا. ومن شمال أفريقيا انتشر في إيطاليا قبل عام 1973. حد الوباء بسبب اعتدال نسبي (أقل في مستوى التعبير) ,مرض  التور لديه العديد من حاملي الأعراض أكثر  مما هو معتاد، بشكل يفوق عدد الحالات النشطة بنسبة تصل إلى 50:1. تفشي المرض  خلال هذا الإطار الزمني يعتقد أن ذلك يعود إلى التطور السريع في وسائل النقل والاتصالات على المستوى الدولي، وكذلك انخفضت مستويات الصرف الصحي في المناطق مع زيادة السكان في أواخر 1970s كان هناك بقع تفشى صغيرة في اليابان وفي جنوب المحيط الهادئ.
الأدلة الجزيئية، وهي محددة في التحليل الكهربى النابض الهلامى، يوحي بأن النمط الجينى المميز لسلالة الطور والتي ظهرت في كلكتا عام 1993 ربما انتقل إلى أفريقيا، في   غينيا بيساو|غينيا بيساو، كانت هذه السلالة هي المسؤلة عن الوباء الذي بدأ في أكتوبر 1994 واستمر حتى عام 1996.

## علم الأوبئة
في (الطور) تكون العدوى خفيفة نسبيا، أو على الأقل نادرا ما تكون قاتلة، و المرضى يبقون بدون أعراض حتى أسبوع.(الطور) هي قادرة على البقاء على قيد الحياة في الجسم لفترة أطول من الكوليرا الكلاسيكية مما يسمح للاشخاص الجاملون لهذا المرض أن ينقلوا العدوى إلى أكبر عدد من السكان. في الواقع، كوليرا الطور يمكن أن تكون معزولة من مصادر المياه في غياب تفشي الحالات. في الحالات القصوى، الأشخاص يمكن أن تصبح على المدى الطويل ناقلون للمرض; على سبيل المثال، الكوليرا دولوريس، التي ظلت نتائجها إيجابية تسع سنوات بعد العدوى الأولية. الطور تنتقل عن طريق البراز إلى الفم. هذا الطريق هو نتيجة تبرز الأشخاص المصابون بالمرض بالقرب من مصادر المياه التي يستهلكها الأشخاص غير المصابون بالمرض. وبالإضافة إلى ذلك، فإن البكتيريا يمكن أن تنتقل من خلال تناول الطعام غير المطبوخ الموجود به البراز البشري. علاج عدوى الكوليرا  يتكون من تجديد فقدان السوائل عن طريق الوريد أو عن طريق الفم وأيضا بواسطة المضادات الحيوية.
تفشى الطور يمكن الوقاية منها عن طريق الصرف الصحي السليم، تصفية و غلى الماء, ،وطبخ  المأكولات البحرية جيدا وأيضا غسل الخضار والفواكه قبل الاستهلاك.